# Timothy Björklund
Timothy Björklund, auch Timothy Berglund (* vor 1986 in San Francisco, Kalifornien) ist ein US-amerikanischer Regisseur, Produzent und Animator.

## Leben
Björklund studierte von 1982 bis 1984 am California Institute of the Arts. Seine ersten beruflichen Fortschritte begannen im Jahr 1986 als Animator bei den Filmen One Crazy Summer, Batteries not included, Falsches Spiel mit Roger Rabbit und Betty Boop's und auch im Jahr 1993 bei der Zeichentrickserie Rockos modernes Leben, 1995 war dieser der Produzent des Zeichentrickfilmes The twisted Adventures of Felix the Cat.

## Filmografie
- 1986: Ein ganz verrückter Sommer
- 1987: Das Wunder in der 8. Straße
- 1988: Falsches Spiel mit Roger Rabbit
- 1989: Betty Boop's Hollywood Mistery
- 1993: Rockos modernes Leben
- 1995: The twisted Adventures of Felix the Cat
- 2000: Disneys Klassenhund
- 2004: Disneys Klassenhund: Der Film
- 2004: Brandy & Mr. Whiskers